# Boku Doraemon
"Boku Doraemon" (ぼくドラえもん Boku Doraemon) là một bài chủ đề trong anime Doraemon và được sử dụng làm bài hát mở đầu trong 2112: Doraemon ra đời.

## Chương trình được sử dụng

### Anime
Boku Doraemon
- Lời／Fujiko F. Fujio
- Cải biên. Composer／Shunsuke Kikuchi
- Thể hiện／Oyama Nobuyo、Koorugi'73

Boku Doraemon 2112
- Lời／Fujiko F. Fujio
- Cải biên. Composer／Shunsuke Kikuchi
- Thể hiện／Oyama Nobuyo、Koorugi'73

### Movie
Boku Doraemon
- Lời／Fujiko F. Fujio
- Composer. Cải biên／Shunsuke Kikuchi
- Thể hiện／Oyama Nobuyo、Koorugi'73

Boku Doraemon 2112
- Lời / Fujiko F. Fujio
- Cải biên. Composer:Shunsuke Kikuchi
- Thể hiện／Oyama Nobuyo、Koosugi'73

Boku Doraemon - 40th Annivesary
- Lời / Fujiko F. Fujio
- Cải biên. Composer:Shunsuke Kikuchi
- Thể hiện／Mizuta Wasabi

## Từ các album khác
Ngoài trong đĩa đơn phiên bản gốc,  bài Boku Doraemon còn xuất hiện ở các album khác.
| STT                      | Tên Album                           | Thứ tự bài hát trong đĩa đơn (bản gốc) | Thứ tự bài hát trong đĩa đơn (bản gốc) | Thứ tự bài hát trong đĩa đơn (bản gốc) | Thứ tự bài hát trong đĩa đơn (bản gốc) |                          |
| STT                      | Tên Album                           | 1                                      | 2                                      | 3                                      | 4                                      |                          |
| Album nhạc phim Doraemon | Album nhạc phim Doraemon            | Album nhạc phim Doraemon               | Album nhạc phim Doraemon               | Album nhạc phim Doraemon               | Album nhạc phim Doraemon               | Album nhạc phim Doraemon |
| ------------------------ | ----------------------------------- | -------------------------------------- | -------------------------------------- | -------------------------------------- | -------------------------------------- | ------------------------ |
| 1                        | Doraemon TV Soundtrack Collection   |                                        |                                        |                                        | ☑                                      |                          |
| 2                        | Doraemon uta no dai kōshin          | ☑                                      |                                        |                                        |                                        |                          |
| 3                        | Doraemon Twin Best (đĩa 2)          |                                        |                                        |                                        | ☑                                      |                          |
| 4                        | Doraemon Main Theme Song Collection | ☑                                      |                                        |                                        |                                        |                          |